# Glypta buccata
Glypta buccata är en stekelart som beskrevs av Dasch 1988. Glypta buccata ingår i släktet Glypta och familjen brokparasitsteklar. Inga underarter finns listade i Catalogue of Life.